# Pittosporum podocarpum
Pittosporum podocarpum là một loài thực vật có hoa trong họ Pittosporaceae. Loài này được Gagnep. miêu tả khoa học đầu tiên năm 1939.